# Sackville, New Brunswick
Sackville är en ort i Kanada. Den ligger i provinsen New Brunswick, i den östra delen av landet, 900 km öster om huvudstaden Ottawa. Sackville ligger 13 meter över havet och antalet invånare är 5411.
Terrängen runt Sackville är platt. En vik av havet är nära Sackville åt sydost. Närmaste större samhälle är Amherst, 17,2 km sydost om Sackville.